# Erik Bergsten (1747–1809)
Erik Bergsten, född 22 januari 1747 i Viby församling, död 24 januari 1809 i Katarina församling, Stockholm, var en svensk präst.

## Biografi
Erik Bergsten föddes 1747 på Berga gård i Viby församling. Han var son till nämndemannen Per Persson och Brita Eriksdotter. Bergsten blev21 oktober 1768 student vid Uppsala universitet och var medlem i Närkes nation. Han promoverades 18 juni 1773 till filosofie magister och prästvigdes 20 december 1775 i Strängnäs domkyrka till extra ordinarie skvadronspredikant vid Livregementet till häst. Bergsten blev 17 februari 1778 pastorsadjunkt i Adolf Fredriks församling, 15 oktober 1778 extra ordinarie hovpredikant hos hertigen av Södermanland och avlade 21 oktober 1778 pastoralexamen i Strängnäs. Han blev 1 september 1782 ordinarie hovpredikant hos hertigen av Södermanland.
Bergsten blev 30 april 1783 kyrkoherde i Varbergs församling, tillträdde 1 maj 1783 och utnämndes 26 juli 1784 till honoris prost. År 1785 föreslogs han till domprost i Göteborg. Han blev 20 juli 1794 kyrkoherde i Katarina församling, Stockholm, tillträdde 1 maj 1796 och flyttade redan hösten 1795 till Stockholm, samt installerades i september. Bergsten 8 september 1795 assessor i Stockholms stads konsistorium och blev 1 november 1800 teologie doktor vid Uppsala universitet. Han blev 23 november 1801 ordenskaplan och föreslogs 1803 till biskop i Strängnäs stift, samt 1806 till kyrkoherde i Jakob och Johannes församling. Bergsten blev 4 april 1807 överhovpredikant och 4 maj 1807 preses i Hovkonsistorium. Han avled 1809 i Katarina församling, Stockholm.
Bergsten var riksdagsman vid riksdagen 1800 och mellan 1800 och 1809 fullmäktig i riksgäldskontoret. Han inträdde 1813 i Götiska förbundet.

### Familj
Bergsten gifte sig 17 juni 1783 med Margareta Lovisa Nortun (1764–1831), dotter till kamreren Erik Nortun och Margareta Elisabeth Heijke. De fick tillsammans barnen Christina Margareta Bergsten (1784–1843), som var gift med biskopen Per Thyselius i Strängnäs stift, Brita Lovisa Bergsten (1785–1851), som var gift med kyrkoherden Thorbjörn Morén i Karlskoga, Erika Catharina Bergsten (1787–1790), Gustafva Sofia Bergsten (1790–1796), Maria Elisabet Bergsten (1790–1812), vice notarien Per Erik Bergsten (1792–1825) i Svea hovrätt, Ulrika Charlotta Bergsten (1792–1849), som var gift med statskommissarien Gustaf Öijer, och brukspatron Carl Axel Bergsten (1794–1857).